# Последний жулик
«Последний жулик» — советская сатирическая комедия 1966 года режиссёров Вадима Масса и Яна Эбнера.

## Сюжет
Время действия — близкое будущее. С преступностью в СССР покончено и последняя тюрьма закрывается. На свободу выходит бывший жулик и вор Петя Дачников, который намеревается вернуться к испытанным способам нетрудового обогащения. Он обращает внимание на девушку Катю и влюбляется в неё, но, пытаясь кого-либо ограбить или заработать, чтобы жениться на ней, сталкивается с повсеместной отменой денег в городе в связи с высоким уровнем жизни жителей.

## В ролях
- Николай Губенко — Петя Дачников
- Сергей Филиппов — надзиратель
- Анастасия Георгиевская — начальница тюрьмы
- Светлана Савёлова — Катя
- Олег Попов — камео
- Борис Сичкин — администратор гостиницы
- Елизавета Алексеева — телеведущая

### В эпизодах
- Александр Барабанов
- Сергей Курепов
- Наум Кавуновский — прохожий в котелке со свёртком / дворник
- Игорь Класс — Саша
- Ольга Новицкая
- Евгений Харитонов — регулировщик
- Светлана Швайко
- Н. Шария
- Игорь Ясулович — трубач в канотье (в титрах — Н. Ясулович)
- и учащиеся рижской народной студии киноактёра
- Улдис Ваздикс — шотландский турист (нет в титрах)

## Съёмочная группа
- Авторы сценария — Алексей Сазонов, Зиновий Паперный
- Постановка — Вадима Масса, Яна Эбнера
- Художественный руководитель постановки — Михаил Калик
- Операторы: Ян Бриедис, Вадим Масс
- Художники-постановщики — Александр Боим, Владимир Серебровский
- Композитор — Микаэл Таривердиев
- Звукооператор — Глеб Коротеев
- Режиссёр — Янис Стрейч
- Костюмы — Н. Федоровская
- Грим — Н. Решетилова
- Ассистенты:

режиссёра — Е. Приекуле, И. Ольшанецкий
оператора — Г. Кукелс, Я. Шульц
художника — Ф. Аболс, Л. Ранка
- Комбинированные съёмки —

художник — Виктор Шильдкнехт
оператор — Э. Аугуст
- Монтажёр — М. Эдельман
- Редакторы — Б. Грибанов, Е. Вахрушева
- Текст песен — Владимира Высоцкого
- Дирижёр — Э. Тяжов
- Директор картины — Марк Цирельсон

## Факты
- Городские эпизоды снимались в Киеве[2]: на строящемся массиве Русановка, на площади Калинина и в подземном переходе под ней, на Крещатике, перед входом в новый Ботанический сад, перед входом в аэропорт «Борисполь», возле Дворца пионеров и школьников имени Н. Островского, возле кинотеатра «Дружба», на углу улиц Красноармейской и Саксаганского на фоне нового гастронома.
- В фильме прозвучали песни Владимира Высоцкого в исполнении Николая Губенко: «Здравствуйте, наши добрые зрители…», «О вкусах не спорят», «Вот что: жизнь прекрасна, товарищи…». А также прозвучала песня «Речечка», но она не является песней авторства Высоцкого.